# Protokoll über die Sozialpolitik
Das Sozialprotokoll und Sozialabkommen von Maastricht war als Protokoll zum Vertrag über die Europäische Union Bestandteil der Schlussakte der Regierungskonferenz von Maastricht vom 7. Februar 1992. Es stellt einen wichtigen Schritt der Entwicklung der Sozialpolitik der Europäischen Union dar. Sein vollständiger Titel lautet: „Protokoll über die Sozialpolitik, dem ein Abkommen zwischen den Mitgliedstaaten der Europäischen Gemeinschaft mit Ausnahme des Vereinigten Königreichs Großbritannien und Nordirland über die Sozialpolitik beigefügt ist.“

## Vorgeschichte
Bereits im EWG-Vertrag von 1957 waren Bestimmungen zur Sozialpolitik enthalten; allerdings begründete dieser keine sozialpolitischen Gemeinschaftszuständigkeiten. Ab 1985 setzte der damalige Kommissionspräsident Jacques Delors die Notwendigkeit einer Sozialpolitik der Europäischen Union explizit auf die Tagesordnung.
Erste, sehr eng begrenzte, supranationale Gesetzgebungskompetenzen im Bereich Sicherheit und Gesundheitsschutz am Arbeitsplatz erhielt die EG erst mit der Einheitlichen Europäischen Akte von 1987. Die inhaltlich umfassendere Gemeinschaftscharta der sozialen Grundrechte der Arbeitnehmer von 1989 hatte lediglich deklaratorischen Charakter, entfaltete jedoch für die Mitgliedstaaten keine rechtlich bindende Wirkung.
Das Ziel, die Gemeinschaftscharta in verbindliche Politik umzusetzen, und der neue Anlauf zur Verwirklichung der Europäischen Wirtschafts- und Währungsunion führten auch zu einer Intensivierung der Bemühungen um sozialpolitische Integrationsfortschritte im Rahmen der Regierungskonferenz, die 1990 begann, den späteren Maastrichter Vertrag auszuhandeln. Dies wurde jedoch von der konservativen britischen Regierung unter Margaret Thatcher und ihrem Nachfolger John Major aus ordnungspolitischen Gründen radikal abgelehnt.
Da eine Aufnahme neuer sozialpolitischer Bestimmungen in den EG-Vertrag daher nicht möglich war, schlossen die übrigen (damals elf) Mitgliedstaaten ohne Großbritannien ein zusätzliches Abkommen zur Schaffung erweiterter gemeinschaftlicher Zuständigkeiten im Bereich der Sozialpolitik.

## Inhalt
Das Sozialabkommen unterschied sich gegenüber den bisherigen Vertragsbestimmungen in folgenden Punkten:
1. durch die Ausweitung der sozialpolitischen Gemeinschaftskompetenzen insbesondere zur Setzung arbeitsrechtlicher Mindestnormen;
2. durch die Erleichterung von Entscheidungen, da das Sozialabkommen in Teilbereichen qualifizierte Mehrheitsabstimmungen im EU-Rat anstelle einstimmiger Beschlüsse ermöglichte;
3. durch die Weiterentwicklung des seit Mitte der 80er Jahre von der EU-Kommission geförderten Sozialen Dialogs zu einem im politischen System der EG/EU völlig neuen institutionellen Arrangement, in dem die Ergebnisse europäischer Kollektivverhandlungen der Dachverbände von Arbeitnehmern und Arbeitgebern in das Gemeinschaftsrecht übernommen werden können.

## Folgen
Insgesamt entfaltete sich auf der Grundlage des Sozialabkommens zwischen 1993 und 1999 trotz der erweiterten Möglichkeiten nur wenig politische Aktivität. Es stellte die Rechtsgrundlage für lediglich vier Richtlinien dar. 
Mit der Richtlinie 94/45/EG über die Einsetzung eines Europäischen Betriebsrats in gemeinschaftsweit operierenden Unternehmen konnte jedoch eine Lösung für einen seit 1980 durch Großbritannien blockierten Vorschlag (die so genannte Vredeling-Richtlinie) gefunden werden, so dass das Sozialabkommen in diesem Fall seiner Zielsetzung, die britische Blockade gegenüber einer gemeinschaftlichen Sozialpolitik zu umgehen, gerecht wurde.
1997 gab Großbritannien unter der neu gewählten Regierung von Tony Blair seinen Widerstand gegen die mit dem Sozialprotokoll und Sozialabkommen verbundene, inhaltlich nach wie vor eng begrenzte, gemeinschaftliche Sozialpolitik auf. In der Folge konnte der Text des Sozialabkommens 1999 mit dem Vertrag von Amsterdam als Artikel 137 ff. in den EG-Vertrag übernommen werden. Das Sozialprotokoll selbst wurde damit gegenstandslos.

## Integrationspolitische Bedeutung

### Europa der zwei Geschwindigkeiten
Großbritannien hatte sich als einziger Mitgliedstaat gegen diesen (vergleichsweise kleinen) Schritt zur Vertiefung der Integration im Bereich der Sozialpolitik ausgesprochen und eine Aufnahme in den Vertrag blockiert, so dass die übrigen Mitgliedstaaten diesen integrationspolitischen Zwischenschritt wählten. Das Maastrichter Sozialprotokoll bzw. Sozialabkommen ist damit ein gutes Beispiel für eine Politik der abgestuften Integration („Europa der zwei Geschwindigkeiten“), bei der nicht alle Integrationsschritte zur gleichen Zeit von allen Mitgliedstaaten vollzogen werden müssen.
Die Aufnahme einer Klausel für eine verstärkte Zusammenarbeit integrationsbereiterer Mitgliedstaaten in den Vertrag von Amsterdam (Art. 43 EUV) ist als eine Konsequenz aus den Erfahrungen mit Sozialprotokoll und Sozialabkommen zu betrachten. Als Test einer Flexibilisierung der Integration ist das Sozialabkommen insoweit als Erfolg zu werten, als es nicht zu einem dauerhaften Europa à la carte geführt hat, sondern die Einheitlichkeit des Acquis communautaire in diesem Bereich wieder hergestellt werden konnte.

### Transnationale Vernetzung gesellschaftlicher Akteure
1992 wurde erstmals die Möglichkeit geschaffen, dass die Dachverbände von Arbeitnehmern und Arbeitgebern auf Gemeinschaftsebene autonome Kollektivverhandlungen führen und verbindliche Vereinbarungen schließen können, die – ähnlich wie bei der innerstaatlichen Allgemeinverbindlichkeitserklärung von Tarifverträgen – in das Gemeinschaftsrecht übernommen werden können. Dies hat auf Arbeitnehmer- und Arbeitgeberseite zu einer deutlichen Intensivierung der Zusammenarbeit gesellschaftlicher Akteure aus den Mitgliedstaaten im Rahmen der jeweiligen Dachverbände Europäischer Gewerkschaftsbund (EGB) sowie BusinessEurope (vormals UNICE) und CEEP (für die öffentlichen Arbeitgeber) geführt.